# Integriertes Büro der Vereinten Nationen in Haiti
Das Integrierte UN-Büro in Haiti (engl.: United Nations Integrated Office in Haiti, Abk.: BINUH) wurde am 16. Oktober 2019 gegründet, nachdem die UN-Unterstützungsmission für die Justiz in Haiti ausgelaufen war.

## Geschichte
Die Mission der Vereinten Nationen zur Unterstützung der Justiz in Haiti (MINUJUSTH) war eine Friedensmission der Vereinten Nationen in einer langen Reihe in Haiti, die im Oktober 2019 mit dem Abzug der letzten Blauhelm-Polizisten ihren Abschluss fand. Seit dem 16. Oktober 2019 sind die Vereinten Nationen durch das Integrierte Büro in Haiti (BINUH) vertreten. Es wird geleitet durch eine Sonderbeauftragte des UN-Generalsekretärs. Seit 2023 ist die Ecuadorianerin María Isabel Salvador Amtsträgerin. Die Aufgaben dieser Mission sind die Vorbereitung und Durchführung fairer, freier Wahlen, Bekämpfung sexualisierter Gewalt, Bandenkriminalität, außerdem die Verbesserung der Haftbedingungen und Verhinderung von Gewalt durch Sicherheitsorgane und deren strafrechtliche Ahndung durch die Justiz. Zudem soll die Gleichstellung von Mann und Frau und der Schutz von Minderheiten in der Gesellschaft aktiv gefördert werden.
Bis November 2023 starben 3 UN-Mitarbeiter im Laufe der Mission.
Der Sicherheitsrat der Vereinten Nationen verlängerte im Juli 2024 einstimmig das Mandat des BINUH um ein Jahr. Am 30. Juni 2025 kündigte Salvador ihr Ausscheiden aus dem Amt an. Am 2. Juli 2025 wurde bekannt, dass UN-Generalsekretär António Guterres den Mexikaner Carlos G. Ruiz Massieu als Nachfolger nominiert hat. In seiner Sitzung vom 14. Juli 2025 beschloss der VN-Sicherheitsrat zwar die erneute Verlängerung des Mandats, dies jedoch nur für sechs Monate bis zum 31. Januar 2026.

## Amtsinhaber

### UN-Sonderbeauftragte für Haiti und Leiter des BINUH
- María Isabel Salvador  Ecuador seit 2023
- Helen La Lime  Vereinigte Staaten 2019 bis 2023

### Stellvertreter
- Ingeborg Ulrika Richardson  Schweden seit 2022
- Bruno Lemarquis  Frankreich 2020 bis 2022
- Mamadou Diallo  Guinea 2019 bis 2020

## Vorausgegangene UN-Missionen in Haiti
- Mission der Vereinten Nationen in Haiti (UNMIH, 1993–1996)
- Unterstützungsmission der Vereinten Nationen in Haiti (UNSMIH, 1996–1997)
- Übergangsmission der Vereinten Nationen in Haiti (UNTMIH, 1997)
- Zivilpolizeimission der Vereinten Nationen in Haiti (MIPONUH, 1997–2000)
- Stabilisierungsmission der Vereinten Nationen in Haiti (MINUSTAH, 2004–2017)
- Mission des Nations Unies pour l’appui à la justice en Haïti (MINUJUSTH, 2017–2019)